# فيرونيكا كروز سانشيز
فيرونيكا كروز سانشيز (بالإسبانية: Verónica Cruz Sánchez)‏ هي ناشطة حقوق الإنسان مكسيكية، ولدت في 1971.